# Oithona colcarva
Oithona colcarva är en kräftdjursart som beskrevs av Bowman 1975. Oithona colcarva ingår i släktet Oithona och familjen Oithonidae. Inga underarter finns listade i Catalogue of Life.